# إريكا تشامبرس
إريكا تشامبرس هو الاسم المستعار المفترض لعميل الموساد وراء العمل في 22 يناير 1979 الذي قتل علي حسن سلامة قائد منظمة أيلول الأسود ورائد عملية ميونيخ.

## عملية ميونيخ
خلال دورة الألعاب الأولمبية الصيفية 1972 في ميونيخ بألمانيا الغربية احتجز 8 من أعضاء منظمة أيلول الأسود كرهائن وقتلوا 11 عضوا في الفريق الأوليمبي الإسرائيلي في نهاية المطاف.

## عملية غضب الله
ردا على ذلك خططت إسرائيل لاغتيال المشتبه في أنهم يخططون للعملية. كان علي حسن سلامة زعيم منظمة أيلول الأسود والمهندس المزعوم لعملية ميونيخ أحد المستهدفين. اغتيل في 22 يناير 1979.

## إريكا تشامبرس
بعد إجراء خمس محاولات فاشلة لاغتيال سلامة فقد اعترف الموساد أنهم بحاجة إلى نهج مختلف. من أكتوبر 1978 على مدى ستة أسابيع لاحظوا أن سلامة قضى معظم فترة بعد الظهر مع زوجته ملكة جمال الكون السابقة جورجينا رزق في شقتها في سنوبرا في بيروت الغربية وعندما لم يكن في الاجتماعات يقضي وقتا في صالة الألعاب الرياضية والساونا. بعد التخطيط لهجوم بالقنابل على الساونا تم استخدام الفيتو ضد الخطة بسبب احتمال وقوع عدد مفرط من الضحايا المدنيين.
في نوفمبر 1978 توجهت إلى بيروت خادمة بريطانية تحمل اسم إريكا ماري تشامبرس. يعتقد الآن أن العديد من عملاء الموساد الآخرين دخلوا بيروت في ذلك الوقت منهم اثنان باستخدام الاسم المستعار بيتر سكريفر ورولان كولبرغ وكانا يسافران بجوازات سفر بريطانية وكندية على التوالي.
إريكا تشامبرس المعروفة باسم العميلة بينيلوبي من قبل الموساد مدعين بأنها تخرجت من جامعة ساوثهامبتون. في أوائل الثلاثينيات من عمرها ومقيمة في المملكة المتحدة انضمت إلى أذرع بريطانية من منظمات الرعاية الاجتماعية التي تدعم اللاجئين الفلسطينيين في لبنان ودعيت بعد ذلك إلى بيروت.
أشار عملاء الموساد إلى أن سلامة غالبا ما يذهب إلى شارع بيكا لشقته القريبة. في 10 يناير 1979 دفعت 3,500 ليرة لبنانية لاستئجار شقة في الطابق الثامن من مبنى أنيس عساف. كان ينظر إليها على أنها بوهيمية غريبة الأطوار من قبل زملائها في العمارة السكنية وسوف تنفق وقتها لإنقاذ القطط الضالة ومشاهدة الشوارع من شرفة شقتها التي تطل على شارع البقاع وشارع فردان.
بعد أن عملت مع جمعية خيرية فلسطينية اسمها بيت الصمود من تلساتا قامت بتصميم اجتماع مع سلامة. تولى سلامة مرافقة تشامبرس إلى وظائف مختلفة ونتيجة للاقتراب من سلامة عرفت روتينه اليومي المفصل.

### وفاة سلامة
في 22 يناير 1979 كان سلامة في موكب من سيارتي شيفروليه ستيشن واغن من شقة رزق إلى والدته لحفلة عيد ميلاد. كانت تشامبرس في بلكونتها ترسم وسيارتها فولكس فاجن الحمراء واقفة تحت البلكونة في شارع فردان. عندما مر موكب سلامة من فولكس واجن في الساعة 3:35 مساء تحولت إلى شارع مدام كوري وتم تفجير 100 كيلوغراما من المتفجرات من قبل عميل الموساد بجهاز تحكم عن بعد إما عن طريق تشامبرس أو عن طريق عميل آخر للموساد.
كان سلامة على قيد الحياة ولكن أصيب بجروح قاتلة مع وجود قطعة من الشظايا المعدنية في رأسه. تم نقله إلى المستشفى الجامعي الأمريكي حيث توفي على طاولة العمليات في الساعة 4:03 مساء. قتل ثمانية أشخاص آخرين في الانفجار بينهم أربعة من حراسه الشخصيين وأربعة من المارة من بينهم راهبة ألمانية غربية وسكرتيرة بريطانية تدعى سوزان واريهام. كما أصيب 18 شخصا آخرين بجراح.
هز الانفجار بيروت وشوهد عميل الموساد مايك هراري من قارب قبالة الساحل. بعد العملية مباشرة هرب ضباط الموساد الثلاثة دون أثر كما فعل ما يصل إلى 14 عاملا آخر يعتقد أنهم تورطوا في العملية.
دفن سلامة أمام حشد من المئات من المشيعين في مقبرة الشهيد في بيروت. كان ياسر عرفات أحد المتسللين ووسط الفوضى علق قائلا: «سنواصل السير على الطريق إلى فلسطين وداعا بطلي».

## نص برمجي

### جوازات سفر بريطانية
في عام 1986 تم القبض على عامل سفارة إسرائيلية في ألمانيا الغربية من قبل وكالة غير معروفة مع حقيبة تحتوي على جوازات سفر بريطانية مزورة. تم نقل المعلومات إلى حكومة المملكة المتحدة ثم اجتمع وزير الخارجية تيموثي رينتون مع السفير الإسرائيلي يهودا أفنير في أكتوبر 1986 حول «إساءة استخدام السلطات الإسرائيلية لجوازات سفر بريطانية مزورة».
في 16 مارس 1987 نشرت صحيفة صنداي تايمز القصة قائلة أن الوثائق المزورة كانت تهدف إلى مساعدة عملاء الهجوم الإسرائيلي على الأعداء في الخارج. على سبيل المثال ذكرت الصحيفة أن جوازات سفر بريطانية مزيفة كانت تستخدم من قبل عملاء إسرائيليين في كل من عملية فردان وإريكا تشامبرس. ذكرت المقالة أن إسرائيل اعتذرت في وقت لاحق ووعدت بعدم القيام بذلك مرة أخرى.
بسؤال رينتون للتعليق عن ما حدث فقد وجه الصحيفة للتوجه بالسؤال إلى وزارة الخارجية البريطانية ورفض التعليق.

### فيلهلم ديتل
بعد أن تعرض الصحفي فيلهلم ديتل كعميل للخدمة السرية في ألمانيا الغربية كتب الصحفي فيلهلم ديتل سلسلة من الكتب منها سيرته الذاتية التي تكشف عن أنشطته. كان أحد الكتب عن عميل الموساد الذي أطلق عليه اسم إريكا تشامبرس الذي كرس لها أيضا فصلا في كتاب آخر:
تبين من التحقيق الذي أجرته منظمة التحرير الفلسطينية في وقت لاحق أنها تركت لها خطا من العناوين في جنيف وألمانيا ولذلك فكرت أنها فعلت ذلك عمدا لذلك فإن منظمة التحرير الفلسطينية تعتقد خطأ أن هذا الإجراء كان قد ارتكبه الحزب الوطني الديمقراطي أو أن الحزب كان شريكا لها انتقاما من ميونيخ.
وفقا لشهادة ديتل كانت تشامبرس مواطنة بريطانية درست علم المياه في أستراليا. درست في الجامعة العبرية في القدس في أوائل العشرينيات لمواصلة دراستها وجندها الموساد.

### تسمية تشامبرس
في عام 2006 في الفترة التي سبقت إصدار فيلم ستيفن سبيلبرغ ميونخ فقد أعتبر برنامج بانوراما على قناة بي بي سي في 24 يناير 2006 تشامبرس بأنها المرأة البريطانية التي فجرت القنبلة.